# Divizia Națională 1994-1995
Divizia Națională 1994-1995 a fost a patra ediție a Diviziei Naționale de la obținerea independenței. Liga s-a jucat în sistem tur-retur. Sezonul a competițional a avut pentru prima dată durată normală. La această ediție numărul de cluburi participante s-a redus la 14.

## Mișcarea echipelor în sezonul 1993-1994
La finalul sezonul 1993-1994, în Divizia Națională a promovat o singură echipă: MHM 93 Chișinău și au retrogradat trei cluburi Sinteza Căușeni, Moldova Boroșeni și Speranța Nisporeni astfel liga a ajuns la 14 cluburi.

## Clasament final
| Locul | Clubul                      | M  | V  | E | î  | GM | GP | Pct | Note                        |
| ----- | --------------------------- | -- | -- | - | -- | -- | -- | --- | --------------------------- |
| 1     | FC Zimbru Chișinău          | 26 | 21 | 4 | 1  | 69 | 10 | 67  |                             |
| 2     | CS Tiligul-Tiras Tiraspol   | 26 | 21 | 3 | 2  | 78 | 18 | 66  |                             |
| 3     | FC Olimpia Bălți            | 26 | 17 | 6 | 3  | 53 | 24 | 57  |                             |
| 4     | FC Tighina                  | 26 | 18 | 2 | 6  | 44 | 18 | 56  |                             |
| 5     | FC Nistru Otaci             | 26 | 15 | 4 | 7  | 55 | 25 | 49  |                             |
| 6     | MHM 93 Chișinău             | 26 | 10 | 6 | 10 | 28 | 30 | 36  |                             |
| 7     | Bugeac Comrat               | 26 | 10 | 1 | 15 | 29 | 56 | 31  |                             |
| 8     | FC Agro Chișinău            | 26 | 8  | 6 | 12 | 24 | 37 | 30  |                             |
| 9     | Codru Călărași              | 26 | 8  | 5 | 13 | 26 | 38 | 29  |                             |
| 10    | Torentul Chișinău           | 26 | 6  | 5 | 15 | 24 | 44 | 23  |                             |
| 11    | Sportul Studențesc Chișinău | 26 | 7  | 2 | 17 | 23 | 46 | 23  |                             |
| 12    | Progresul Briceni           | 26 | 7  | 2 | 17 | 22 | 56 | 23  |                             |
| 13    | Nistru Cioburciu            | 26 | 5  | 5 | 16 | 27 | 46 | 20  |                             |
| 14    | Cristalul Fălești           | 26 | 2  | 3 | 21 | 15 | 69 | 9   | Retrogradată în Divizia "A" |

| Campionii Divizia Natională 1994-1995 |
| ------------------------------------- |
| Zimbru Chișinău Al IV-lea titlu       |